# Rótula
La rótula (patella) es un hueso sesamoideo situado en el plano anterior de la articulación de la rodilla, engastada en el tendón del cuádriceps. Es aplanada, de forma triangular con vértice inferior, y su eje mayor mide unos 5 cm. El borde superior (base) y la cara anterior reciben las fibras del tendón del cuádriceps, y de su vértice parte el ligamento rotuliano que continúa al tendón del cuádriceps. La cara posterior (cara articular) posee la superficie articular para el fémur y, por debajo, una zona rugosa relacionada con formaciones adiposas de la articulación de la rodilla. La superficie articular consta de dos vertientes laterales separadas por una cresta roma central que se adaptan a la superficie rotuliana del fémur. Se considera el hueso sesamoideo más grande del cuerpo humano.

## En el cuerpo humano

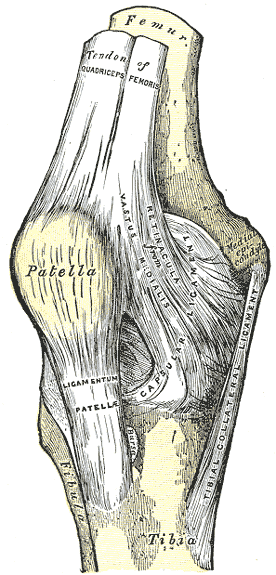
Rotula vista lateral

Se encuentra en la parte anterior de la rodilla. Su vértice se articula con el fémur.
La rótula es un hueso plano y redondeado que se encuentra incluido en el tendón terminal del músculo cuadriceps femoral y está situado por delante de la extremidad inferior del fémur.
Pueden considerarse en él una cara anterior, una cara posterior, la base, el vértice o apex y dos bordes laterales.
Las cuatro cabezas del cuádriceps (M. vasto intermedio, M. vasto lateral, M. vasto medial, M. recto femoral) se condensan en láminas tendinosas que confluyen en la proximidad de la rótula formando el tendón del cuádriceps, en cuyo espesor se localiza la rótula. El mayor componente de fibras emerge por el vértice inferior de la rótula y forma una potente cinta tendinosa denominada ligamento rotuliano que se inserta en la tuberosidad de la tibia.
Del sector inferior de los bordes laterales de la rótula emergen láminas fibrosas, las cuales contribuyen a reforzar la articulación de la rodilla. Un aspecto de interés es que los componentes tendinosos fibrilares de cada vientre del cuádriceps ocupan planos diferentes y pueden ser identificados en la región rotuliana. Las fibras del recto femoral, son las más superficiales y algunas de ellas saltan hasta el ligamento rotuliano sin insertarse en la rótula. Las fibras de los vasto medial y vasto lateral y ocupan un plano más profundo y, como se ha descrito antes, parte de sus componentes emergen por los bordes laterales de la rótula para reforzar la articulación de la rodilla. Las fibras más profundas son las del vasto intermedio, que se agotan en el borde superior de la rótula. Por encima de la rótula puede aparecer una bolsa sinovial interpuesta entre los planos tendinosos superficial y profundo del tendón del cuádriceps (bolsa subtendinosa prerrotuliana).

## Cara anterior o cutánea

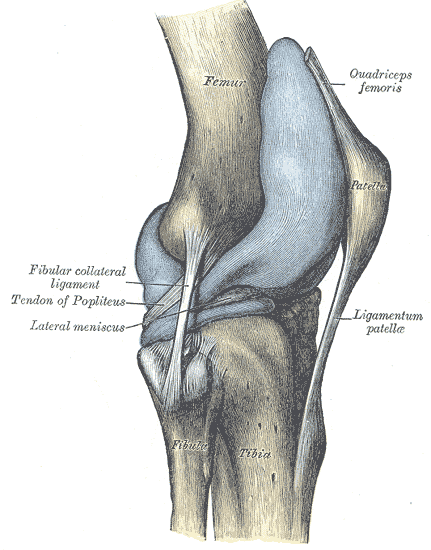
Rótula, vista lateral

Es convexa de arriba abajo y también en sentido transversal. Está cubierta de manojos fibrosos procedentes del tendón del cuádriceps, único músculo que se inserta en la misma. La separa de la piel una bolsa serosa llamada bolsa prerrotuliana y compleja.
Su articulación es con la tibia y peroné.

## En otros animales
La rótula ha evolucionado de manera convergente en los mamíferos placentarios y aves; la mayoría de los marsupiales solo tienen rudimentaria rotuliana, no osificada, aunque algunas especies poseen una rótula ósea. La rótula también está presente en los monotremas (el ornitorrinco y el equidna). En los tetrápodos más primitivos, incluyendo anfibios y la mayoría de los reptiles (excepto algunos Lepidosaurios), los tendones de los músculos de la pierna superior se unen directamente a la tibia y una rótula no está presente.
Actualmente la anatomía comparada lo relaciona como un remanente de un olecranon femoral primitivo como los presentes en los primates menores.[cita requerida]